# Heteropterys nordestina
Heteropterys nordestina är en tvåhjärtbladig växtart som beskrevs av André M. Amorim. Heteropterys nordestina ingår i släktet Heteropterys och familjen Malpighiaceae. Inga underarter finns listade i Catalogue of Life.